# Villa Soriano
Villa Soriano is een plaats in het departement Soriano in Uruguay. De plaats heeft 1184 inwoners (2004).

## Bevolkingsgroei
| Jaar | Inwoneraantal |
| ---- | ------------- |
| 1963 | 1038          |
| 1975 | 1120          |
| 1985 | 1068          |
| 1996 | 1075          |
| 2004 | 1184          |